# Gogo Monster
Gogo Monster (GOGOモンスター, Gōgō Monsutā) est un seinen manga de Taiyō Matsumoto, publié par l'éditeur Shōgakukan en un volume relié sorti en octobre 2000. La version française est éditée par Delcourt en un tome sorti en janvier 2005. 

## Publication
Le manga est publié au Japon le 23 octobre 2000 par Shōgakukan  (ISBN 978-4-09-179341-6). La version française est publiée par Delcourt le 1er janvier 2005  (ISBN 978-2-84789-937-5)

## Distinctions
Gogo Monster a remporté le prix spécial du 30e Prix de l'Association des auteurs de bande dessinée japonais en 2001. Le manga est nommé lors du Festival d'Angoulême 2006 pour le Prix du dessin. Il est nommé au Los Angeles Times Book Prize 2009 pour le Meilleur Roman Graphique.